# Miha Šporar
Miha Šporar, slovenski nogometaš, * 31. julij 1972.
Šporar je igral celotno kariero za slovenske klube Ljubljana, Celje, stara Olimpija, Domžale, Bela Krajina, Grosuplje, Triglav Kranj, Slovan, Dob in nova Olimpija. Skupno je v prvi slovenski ligi odigral 222 prvenstvenih tekem in dosegel štirinajst golov. 
Dve sezoni in pol je v 3.SNL-Zahod Igral tudi za Nogometni klub Dob ( spomladanski del prvenstva 2004/2005, 2005/2006, 2006/2007) in pol sezone za Nogometni klub Slovan.(jesenski del prvenstva 2004/2005). 
Tudi njegov sin Andraž je nogometaš.